# Candace Pert
Candace Beebe Pert, née le 26 juin 1946 à New York et morte le 12 septembre 2013 à Potomac dans le Maryland (à 67 ans), est une pharmacologiste américaine, connue pour ses études sur le rôle des neuropeptides, messagers chimiques des sentiments et des pensées à travers le corps humain, qualifiés de molécules de l'émotion.

## Ouvrages
- Molecules Of Emotion: The Science Between Mind-Body Medicine Scribner (1999),  (ISBN 0-684-84634-9)
- Everything You Need to Know to Feel Go(o)d, with Nancy Marriott,  Hay House, Inc. (2006),  (ISBN 1-4019-1059-9)